# David Carter (golfer)
David Carter (Johannesburg, 1 juni 1972) is een Engelse golfprofessional. 
Carter werd in 1989 professional en heeft jarenlang op de Europese PGA Tour gespeeld. In 1990 had hij zijn beste jaar. Hij behaalde zijn enige overwinning op de Europese PGA Tour en eindigde dat seizoen op de 19de plaats van de Order of Merit. Ook won hij de World Cup samen met Nick Faldo.
In april 2010 opende hij de David Carter Albatros Golf Academy in Praag. 

## Gewonnen
- 1994: Finals van de Tourschool
- 1996: Indian PGA Championship na play-ofd van 7 holes
- 1998: Murphy's Irish Open

## Teams
- Alfred Dunhill Cup: 1998
- World Cup: 1998 (winnaar met Faldo)